# Miss Islande (roman)
Pour l’article homonyme, voir Miss Islande.
Miss Islande (titre original en islandais : Ungfrú Ísland) est un roman de l'écrivaine islandaise Auður Ava Ólafsdóttir, paru originellement en 2018 aux éditions Benedikt et en français le 5 septembre 2019 aux éditions Zulma. Il reçoit le prix Médicis étranger le 8 novembre 2019.

## Résumé
En 1963, Hekla, une jeune femme quitte Breiðafjörður et les Dalir (comté de Dalasýsla, province de Vesturland, nord ouest de l'Islande), pour visiter son amie jeune mère mariée, Isey, à Reykjavik, et s'installer provisoirement chez son ami Jon John, parti en mer sur le chalutier Saturnus.
À sa naissance, alors que sa mère veut la prénommer « Arnhildur » (aiglonne), son père décide de l'appeler « Hekla », en hommage au volcan Hekla, dont l'éruption de 1947 est sa première sortie de son village, avec son père Gottskalk.
Hekla arrive avec un manuscrit terminé et une machine à écrire. Isey tient un journal intime, puis écrit des dialogues. Jon John repart en mer sur le même chalutier. Hekla est employée comme serveuse à l'hôtel Borg, fréquente librairies et bibliothèque, et repousse le membre de l'Académie de Beauté, rencontré dans le bus, qui l'incite à participer au concours de Miss Islande. La chatte enceinte Odin s'installe.
Starkadur, le poète ami, l'invite pour Noël chez sa mère, Ingiderdur (Lolo), veuve de Pjetur Pjetursson (1905-1944).
Le texte parle beaucoup de lecture, d'écriture, de littérature, particulièrement islandaise (passée, présente, à venir) et de peinture islandaise. Plusieurs écrivains étrangers sont évoqués, notamment James Joyce, Thomas Mann, Ernest Hemingway et Simone de Beauvoir. Les écrivaines sont à l'honneur. Le tout dans un contexte islandais réaliste des années 1960, gastronomie comprise.

## Personnages
- Hekla Gottskalksdottir (Aiglonne, 1942-), écrivaine et travailleuse mal payée
  - son père, Gottskalk, éleveur de moutons et fermier, veuf, auteur de notes et de Mémoires de volcans
  - Örn (Aigle, 1945-), son frère, au Lycée agricole, futur repreneur de l'exploitation familiale d'ovins, adepte de glíma (lutte islandaise)
- Isey (Île de glace, Isa), son amie d'enfance, qui a quitté les Dalir depuis deux ans, mariée à Lydur, ouvrier des chantiers routiers publics, mère de Thorgerdur
- Jon John (David Jon John Johnsson), de Búðardalur, ami d'Hekla, marin-pêcheur récent, homosexuel, couturier, souhaitant réaliser des costumes de théâtre (ailleurs)
- Sirri, l'autre serveuse de l'hôtel-restaurant Borg
- Rannveig, amie de Sirri, ancienne finaliste de Miss Islande
- Starkadur, Hveragerði, bibliothécaire puis veilleur de nuit, poète, nouvel ami d'Hekla, du Cercle des Poètes de Mokka

## Réception critique
Les lecteurs francophones apprécient ce roman lumineux.

## Éditions
- (is) Ungfrú Ísland, Reykjavík, Benedikt bókaútgáfa, 2018, 240 p. (ISBN 978-9935-488-31-2)
- (is) Ungfrú Ísland [« Miss Islande »]  (trad. de l'islandais par Éric Boury), Paris, éditions Zulma, 2019, 261 p. (ISBN 978-2-84304-869-2)[4].